# Tour della nazionale maschile di rugby a 15 delle Figi 1924
- La Nazionale di rugby figiana visita in tour le isole del Sud-Pacifico (Samoa e Tonga).

Il primo incontro ufficiale si svolse ad Apia . 
Curiosamente l'incontro si svolse alle 7 del mattino per permettere ai giocatori samoani di non perdere la giornata di lavoro e ai figiani di partire con la nave verso le isole Tonga. 
Altro aneddoto vuole che un piccolo albero fosse posto al centro del campo. .
| Arbitro: | HL Halliday |

|  |           |                        |
|  | Marcatori | mete: Devo, Tamanibeka |

| agosto 1924 | Tonga College | 12 – 0 | Figi XV |  |

| Nuku'alofa 25 agosto 1924                                                                              | Tonga     | 9 – 6                              | Figi |  |
| \| \| \| \| \| mete: Haumono, Simiki c.p.: Katoa \| Marcatori \| mete: Vosabalavu c.p.: Koroitamudu \| |           |                                    |      |  |
| |           |                                    |      |  |
| mete: Haumono, Simiki c.p.: Katoa                                                                      | Marcatori | mete: Vosabalavu c.p.: Koroitamudu |      |  |

| Nuku'alofa 3 settembre 1924 | Tonga     | 3 – 14                                                              | Figi |  |
| \| \| \| \| \| mete: trasf.: c.p.: Haumono \| Marcatori \| mete: Matea, Natuna, Tubutubu trasf.: Koroitamudu c.p.: Koroitamudu \| |           |                                                                     |      |  |
| |           |                                                                     |      |  |
| mete: trasf.: c.p.: Haumono | Marcatori | mete: Matea, Natuna, Tubutubu trasf.: Koroitamudu c.p.: Koroitamudu |      |  |

| settembre 1924 | Kolomotua | 6 – 23 | Figi XV |  |

| Nuku'alofa 10 settembre 1924 | Tonga | 0 – 0 | Figi |  |

| settembre 1924 | Kolorai | 5 – 6 | Figi XV |  |

| settembre 1924 | Tonga College | 0 – 11 | Figi XV |  |

| settembre 1924 | Tubou College | 6 – 8 | Figi XV |  |

| settembre 1924 | Vavau | 0 – 14 | Figi XV |  |

| Apia 19 settembre 1924                                                   | Samoa     | 9 – 3        | Figi |  |
| \| \| \| \| \| mete: Tualai c.p.: Railey \| Marcatori \| c.p.: Kobiti \| |           |              |      |  |
|                                                                          |           |              |      |  |
| mete: Tualai c.p.: Railey                                                | Marcatori | c.p.: Kobiti |      |  |